# Bom bay

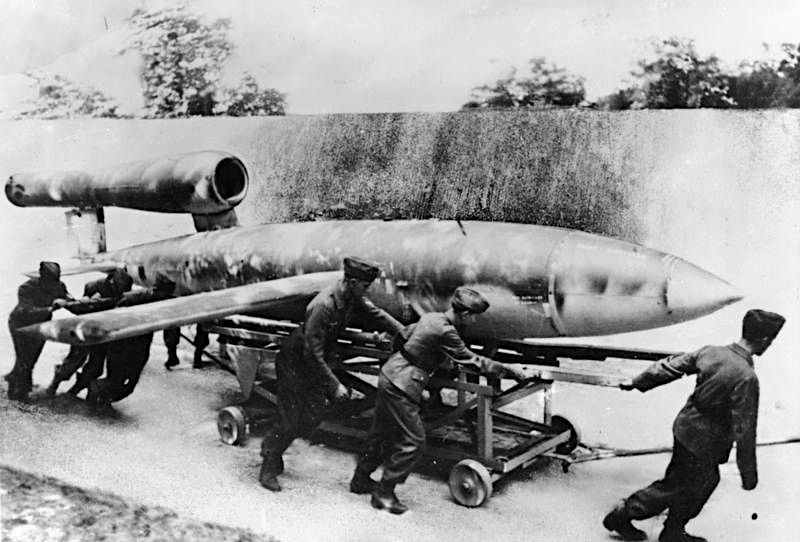
Bom bay V-1

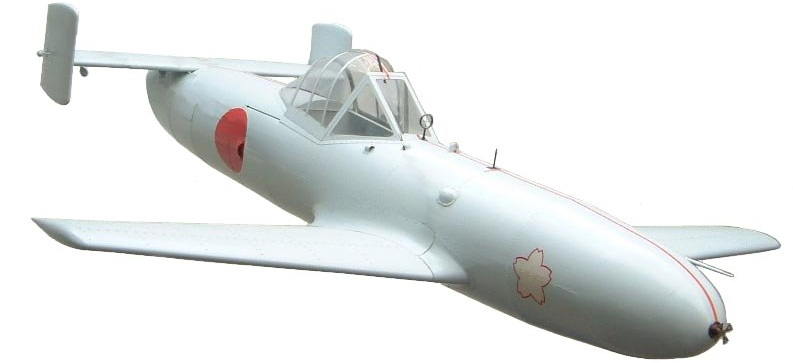
Yokosuka MXY-7 Ohka

Bom bay là một tên lửa hoặc máy bay có người lái hoặc không người lái mang theo đầu đạn nổ lớn, tiền thân của tên lửa hành trình hiện đại. Ngược lại với một máy bay ném bom, dự định sẽ thả bom và sau đó quay trở lại căn cứ của nó để tái sử dụng, một quả bom bay đâm vào mục tiêu của nó và do đó chính nó bị phá hủy trong cuộc tấn công của nó.
Thuật ngữ bom bay thường xuyên nhất liên quan đến hai loại vũ khí đặc biệt của Thế chiến thứ hai là V-1 của Đức Quốc Xã và Ohka của Đế quốc Nhật Bản. Loại trước đây không được điều khiển, vì tên lửa hành trình đầu tiên được biết đến từng được triển khai trong chiến đấu; người sau mang theo một phi công trong một nhiệm vụ kamikaze.

## Hình mẫu lịch sử
Sphere ngày 13 tháng 3 năm 1915 đã xuất bản một bài viết về "Khả năng của ngư lôi trên không được điều khiển bởi không dây", được đề xuất bởi một "phóng viên của Sphere" và được một "chuyên gia hàng không" tuyên bố là khả thi.
Nỗ lực đầu tiên để chế tạo bom bay (được gọi là "ngư lôi trên không" trong Hải quân) được thực hiện bởi Elmer Sperry cho Hải quân Hoa Kỳ vào năm 1916, được gọi là Máy bay tự động Hewitt-Sperry, và dựa trên thủy phi cơ Curtiss N-9. Điều này dẫn đến một thiết kế dành riêng cho nhiệm vụ của Curtiss, Bom Bay của Sissry, gần như không thành công. Quân đội Hoa Kỳ cũng đã cố gắng phát triển một quả bom bay trong Thế chiến I, Lỗi Kettering, nhưng chiến tranh đã kết thúc trước khi chương trình có thể trưởng thành. Bom bay Mistel của Đức hoạt động nhưng không thành công về cơ bản là một điện tích hình dạng khổng lồ gắn trên khung máy bay của máy bay ném bom hai động cơ được tái sử dụng (thường là Junkers Ju 88) thay cho buồng lái, được điều khiển bởi một máy bay chiến đấu ngồi trên. Máy bay chiến đấu đầu tiên thực hiện một khóa học về phía mục tiêu, sau đó phát hành Mistel sẽ tiếp tục mục tiêu của nó. Ví dụ nổi tiếng nhất về bom bay là V-1 của Đức, nhiều trong số đó nhắm vào London vào năm 1944 trong Thế chiến II.

## Các loại
Bom bay có thể được cung cấp năng lượng hoặc không có sức mạnh, được điều khiển hoặc không được điều khiển, mặc dù các loại bom bay không có sức mạnh như Bat của Hải quân Hoa Kỳ và Hagelkorn của Đức ("Hailstone") và Fritz X được thiết kế trong Thế chiến II thường được gọi là bom lượn. Bom bay tương tự như các tên lửa hành trình hiện đại như Tomahawk dùng động cơ phản lực và Exocet chạy bằng tên lửa, trong đó chúng được trang bị cánh để cung cấp lực nâng trên một khoảng cách xa và thường có động cơ hoạt động cho đến khi va chạm. Điều này khác biệt đáng kể so với các tên lửa đạn đạo, được phóng theo quỹ đạo đạn đạo và không dựa vào lực nâng để tiếp cận mục tiêu của chúng.